# 伍典
伍典（1522年—？），字克從，號慎斋，湖廣永州府祁陽縣人，民籍，明朝政治人物。

## 生平
嘉靖三十一年壬子科（1552年）湖廣鄉試第十二名舉人。嘉靖三十五年（1556年）中式丙辰科會試第一百六名，二甲第六名進士。礼部观政，授户部主事，四十年升员外、郎中、升福建福州府知府。四十四年復除四川顺庆府，隆慶元年八月升陕西行太仆寺少卿，二年正月拾遗，謫福建运同。

## 家族
曾祖伍思誠；祖父伍嶽；父伍鳳樓，生员贈户部主事。母蔣氏，贈安人。